# Villemar
Villemar es una localidad y también una pedanía española, perteneciente al municipio de Villada, en la comarca de Tierra de Campos, provincia de Palencia, comunidad autónoma de Castilla y León.

## Geografía
- Altitud: 805 metros.
- Latitud: 42º 19' 00" N
- Longitud: 004º 55' 59" O

## Datos básicos
Es un pueblo plenamente dedicado a la agricultura, la ganadería y toda actividad relacionada con el campo y sus costumbres. Las fiestas patronales son a principios de enero rindiendo tributo a San Julián Mártir. Otra fiesta que se celebra en la localidad es la de San Isidro, organizándose una comida en la que se junta a todos los vecinos de la localidad en el bar del pueblo.

## Demografía
Evolución de la población en el siglo XXI
| Gráfica de evolución demográfica de Villemar entre 2000 y 2020     |
|                                                                    |
| Población de derecho (2000-2020) según el padrón municipal del INE |

## Historia
A la caída del Antiguo Régimen la localidad se constituye en municipio constitucional, que en el censo de 1842 contaba con 13 hogares y 68 vecinos, para posteriormente integrarse en Villelga.